# Gruting

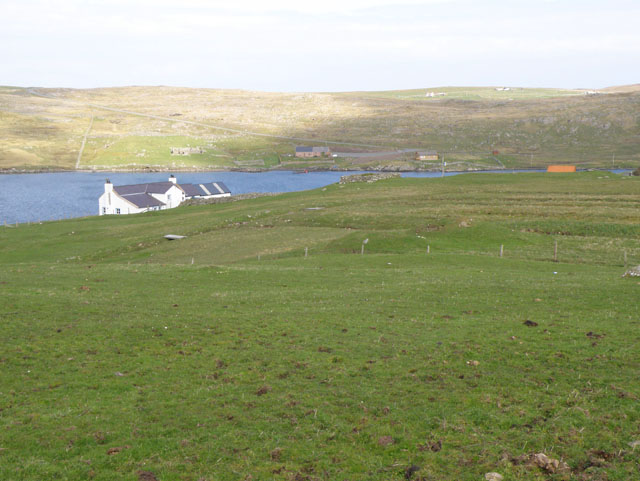
Blick über den Ort

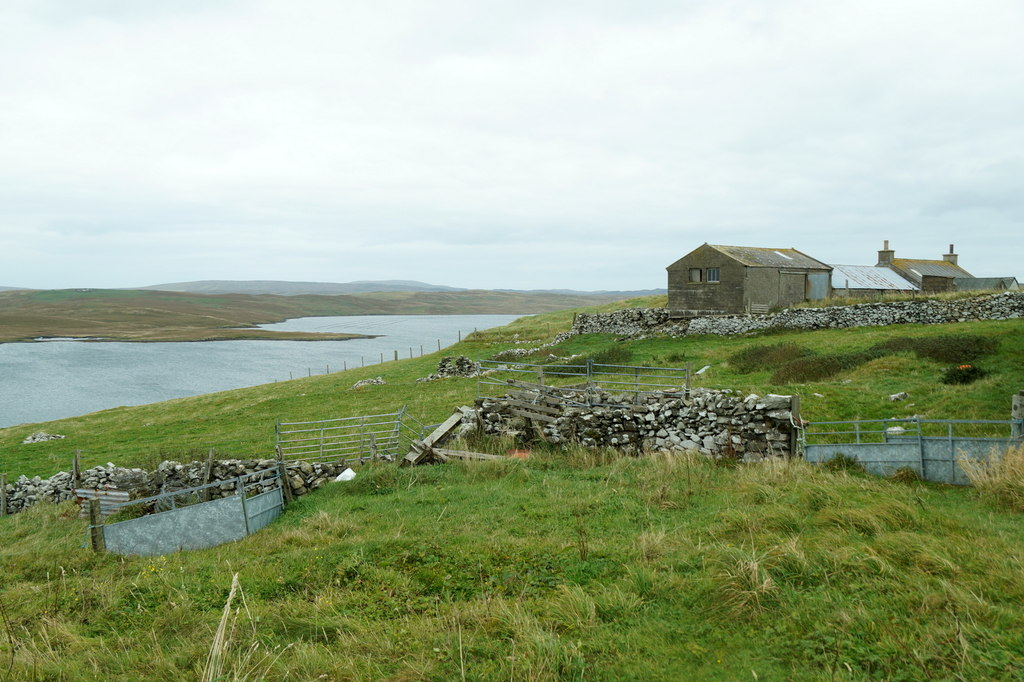
Bauernhof in Gruting

Gruting ist eine Ortschaft, die im Südwesten der zu Schottland zählenden Shetlands liegt.

## Geographie
Gruting ist ein kleines Dorf, das im Westen von Mainland auf der Halbinsel Walls Peninsula, südlich und leicht erhöht über Meeresbucht Scutta Voe liegt. Lerwick liegt 22 Kilometer entfernt in südöstlicher Richtung. Ortschaften in der Nähe sind Ayres of Selivoe im Südosten sowie Stanydale im Norden.

## Historisches
Im Rahmen der historischen Gliederung Schottlands in Civil Parishes zählt Gruting zu Sandsting. Eine prähistorische Siedlung, die aufgrund ihrer Lage nahe dem Schulgebäude als Gruting School bezeichnet wird, ist 1995 als Scheduled Monument eingestuft worden.